# Neuraeschna mina
Neuraeschna mina är en trollsländeart som beskrevs av Williamson och Will. 1930. Neuraeschna mina ingår i släktet Neuraeschna och familjen mosaiktrollsländor. IUCN kategoriserar arten globalt som otillräckligt studerad. Inga underarter finns listade i Catalogue of Life.